# De Vliegende Hollander (schip)

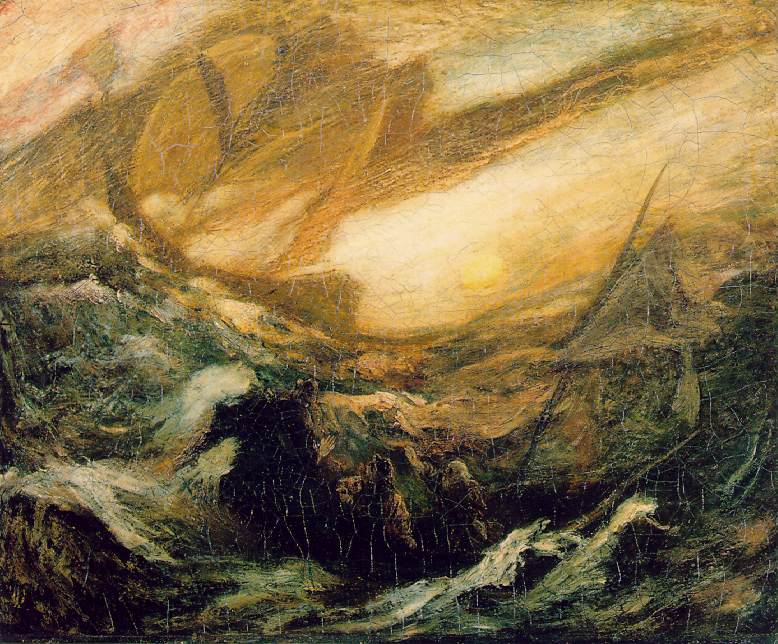
Schilderij van de Vliegende Hollander door Albert Pinkham Ryder

De Vliegende Hollander is een fictief spookschip dat volgens de overlevering voor eeuwig in de omgeving van Kaap de Goede Hoop rondvaart. Ook de kapitein wordt soms De Vliegende Hollander genoemd.

## Sage
Een versie van de sage wil dat de Hollandse kapitein, Willem van der Decken erop stond om op paasmorgen, ondanks de slechte weersomstandigheden en tegen de zin van zijn vrouw, met zijn VOC-schip de haven te verlaten op weg naar Oost-Indië. Het was immers een machtsstrijd om zo snel mogelijk naar Batavia te varen en de kapitein had geen tijd te verliezen. Weer of geen weer, Pasen of geen paasfeest. Na een lange reis bereikte het schip Kaap de Goede Hoop. De kapitein probeerde de landpunt te passeren, waarop de bemanning protesteerde. Ze smeekten hem om terug te keren naar de Tafelbaai. De kapitein weigerde en werd zo kwaad, dat hij de stuurman overboord gooide en riep: “God of de duivel... de Kaap vaar ik om, al moet ik varen tot het laatste oordeel.” Voor straf raakte het schip in de macht van de duivel. De kapitein moet eeuwig blijven rondvaren op zee. De dode bemanning verricht zwijgend haar taken. Soms stuurt De Vliegende Hollander een sloep naar passerende ongelukkigen, met de vraag of ze een stapel brieven willen meenemen naar familieleden, die al eeuwen geleden overleden blijken te zijn. Volgens overleveringen van mensen die De Vliegende Hollander gezien zouden hebben vaart het schip met bloedrode zeilen tegen de wind in boven het water.

## Hoofdpersonages
Een van de zeelui die aan de sage van De Vliegende Hollander wordt gekoppeld is de Fries Barend Fockesz, die in 1678 in een recordtempo (namelijk drie maanden in plaats van zes maanden of meer) met zijn VOC-schip naar Indië voer. Het verhaal ging dat het schip zo snel was geweest doordat Fockesz een pact met de duivel had gesloten. Hij kreeg zeven jaar lang de wind in de zeilen. In ruil daarvoor moest zijn schip voor eeuwig rondvaren.
Barend Fockesz (Bernard Fokke) is slechts een van de hoofdrolspelers in de versies van het verhaal. In de schriftelijke en mondelinge overlevering wordt de kapitein onder meer Willem van der Decken, Falkenberg, Van Straten, Ramhout van Dam, Pieter van Halen of Davy Jones genoemd.

## Link met Terneuzen

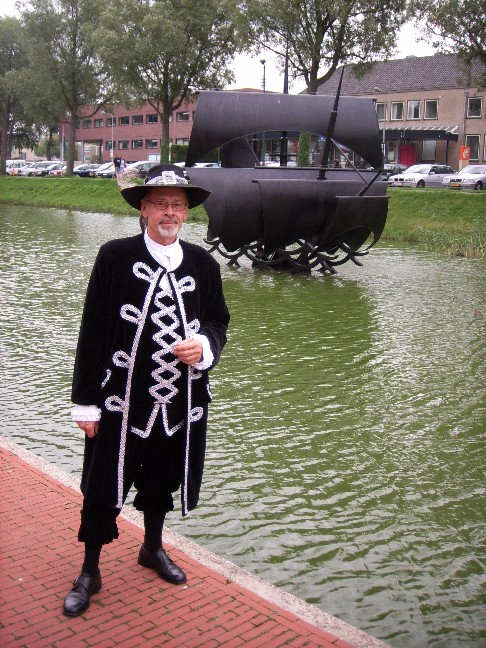
Willy de Meijer als spookkapitein Van der Decken bij het beeld van de Vliegende Hollander in Terneuzen

In zowel de mondelinge als schriftelijke literatuur wordt geregeld vermeld dat De Vliegende Hollander uit Terneuzen afkomstig zou zijn. De naam van de Zeeuwse stad duikt voor het eerst in 1837 op, beschreven door de Engelse schrijver Frederick Marryat. Hij beschrijft de sage als een Terneuzens volksverhaal. Marryat en zijn dochter woonden in de jaren dertig van de negentiende eeuw een tijd in het Zeeuwse vestingstadje. Daarnaast had Marryat deelgenomen aan de Engelse invasie op Walcheren in 1809. Wellicht had hij een aversie gekregen van de Zeeuwse stad Terneuzen of zijn inwoners. Verhaalelementen had hij ongetwijfeld opgepikt uit de volkstraditie.
De plaatsvermelding Terneuzen berust waarschijnlijk op een vergissing en gaat wellicht terug op een legendarisch groot schip, Ternuten of Schip van Sinternuit.
De predikant A.C.H. Römer plaatste een bewerking van Marryats roman met de titel Het Vliegend schip in de Zeeuwsche volksalmanak van 1846.
Doordat Terneuzen aan de Westerschelde ligt, heeft het een rechtstreekse verbinding met de Noordzee.
Terneuzen zette de sage van De Vliegende Hollander in als toeristische trekpleister en langzaamaan trad een proces van folklorisering en festivalisering op. In de jaren zestig van de 20e eeuw verscheen de als (spook)kapitein verklede Van der Decken voor het eerst op braderieën en evenementen in Terneuzen. Frans van Glansbeek, verkleed als de Vliegende Hollander nam tijdelijk de rol van burgemeester op zich. In de 21e eeuw gaat Willy de Meijer door het leven als de Vliegende Hollander van de stad. In 1971 werd in Terneuzen de Stichting de Vliegende Hollander opgericht. Een jaar later werd een monument van het schip opgericht, ontworpen door P. Griep. In 2006 organiseerde Terneuzen voor het eerst het Vliegende Hollander Festival.
Om het verhaal nog meer waarheidsgehalte te geven zijn bepaalde huizen in Terneuzen (al dan niet met het oog op het toerisme) als woon- of spookhuis van de kapitein van het schip aangemerkt. Zo zou volgens de VVV in de Havenstraat de woning van Willem van der Decken staan. De kapitein zou zijn geboren in de Noordstraat, waar het thans spookt. Traditioneel gezien zit een spook meestal vast aan één bepaalde plek, maar in dit geval heeft de overlevering zich daar niets van aangetrokken.
Terneuzen kent verder zijn eigen Vliegende Hollander-glazen, Vliegende Hollander-bier, Vliegende Hollander-gebak, een Vliegende Hollander café aan het Tuinpad, een 'Op pad met de Vliegende Hollander'-wandelroute en replica's van het standbeeld van P. Griep. In de Grote Kerk hangt het schilderij The Flying Dutchman van Walter Hagenaars uit 2005.

## Verklaring, oorsprong en betekenis
Verhalen over spookschepen zijn al eeuwenoud. Sinds mensenheugenis worden er (met name onder zeelui) verhalen verteld over spookschepen die ongeluk brengen aan degene die ze tegenkomen. Het verhaal van De Vliegende Hollander ontstond echter pas in de achttiende eeuw, onder invloed van de literatuur. Schrijvers hebben elementen uit de volkstraditie opgepikt en er een verhaal van gemaakt. Volksoverlevering en literaire elementen zijn in het geval van de sage van De Vliegende Hollander dus met elkaar samen gekomen. In 1804 noemt Thomas Moore The Flying Dutchman al een zeer verbreid zeemansbijgeloof. Het verhaal verscheen in 1821 voor het eerst in Blackwoods Edinburgh Magazine. Het vertelde over een spookschip, waarvan de kapitein Willem van der Decken werd genoemd. Die naam wordt nog niet genoemd in The Rime of the Ancient Mariner uit 1798 van de Engelse dichter Samuel Taylor Coleridge, maar in aanleg is het verhaal van het spookschip hier al aanwezig.
In de zeventiende en achttiende eeuw waren de Engelsen de grootste concurrenten van de Nederlanders. Voor laatstgenoemden ging alles voor de wind in de Gouden zeventiende Eeuw. De Nederlanders troefden met hun schepen de Portugezen en Engelsen af. De Nederlanders wilden, volgens de Engelsen vliegend, naar Indië varen om handel te drijven en weer terug te keren. Geld verdienen ging boven alles en zelfs op een christelijke feestdag kon worden uitgevaren. De sage is in het buitenland een van de bekendste volksverhalen van Nederland, mede doordat menig zeevaarder een ontmoeting meende te hebben gehad met het spookschip.

### Getuigenissen
In de volksoverlevering zou De Vliegende Hollander nog vaak gezien zijn door schippers. De opvallendste melding is van de Britse prins George. Die zou in 1880, toen hij langs de kusten van Australië voer, het schip in de verte hebben gezien. Het had volgens de verhalen drie masten met zeilen waardoor een felrood licht scheen; de bouw van het schip stamde uit een lang vervlogen tijd. George had dertien getuigen die er allen van overtuigd waren dat het De Vliegende Hollander geweest moest zijn. In het Nederlandse televisieprogramma Mythen der Mensheid van Teleac werd het scheepslogboek van de HMS Bacchante, dat de prins vervoerde, gecheckt op feiten. Op 14 februari 1881, de dag van de waarneming, was een matroos uit een van de ra's gevallen waardoor hij de dood vond. Dit zou gebeurd zijn doordat de man geschrokken was van het spookschip dat hij zag opdoemen. Het logboek geeft wel het voorval weer, maar niet dat het spookschip gezien is. Men vermoedt dat De Vliegende Hollander alleen in de fantasie van de prins de oorzaak was.
In 1941 zou een Duitse U-boot het schip ook gezien hebben. Geleerden nemen aan dat het een luchtspiegeling betrof.
Tot in de jaren negentig van de twintigste eeuw zijn getuigenissen over ontmoetingen met De Vliegende Hollander genoteerd.

## Bewerkingen
Nationaal en internationaal is het verhaal van De Vliegende Hollander een geliefd thema in muziek, film, toneel en literatuur.

### Theater en opera
- Begin 1826 werd een toneelstuk geschreven door Edward Fitzball over De Vliegende Hollander. Richard Wagner baseerde zijn opera Der fliegende Holländer op dit verhaal uit Heinrich Heines Aus den Memoiren des Herren von Schnabelewopski.
- Niek Idelenburg maakte in opdracht van Holland Opera in 2020 een nieuwe opera voor 6 zangers en 6 instrumenten van de Vliegende Hollander. De muziek werd genomineerd voor de Matthijs Vermeulenprijs.
- Richard Wagner heeft een opera gecomponeerd op basis van het verhaal.

### Verhalen en gedichten
Er zijn allerlei korte verhalen en gedichten verschenen gebaseerd op De Vliegende Hollander, onder andere:
- Washington Irving (1822) The Storm Ship.
- Washington Irving (1824) Adventures of the Black Fisherman
- Walter Scott (1822) The Pirates
- Edgar Allan Poe (1833) Het manuscript in de fles
- Heinrich Heine (1866) Verhalen van de Heren uit de Salon
- Samuel Taylor Coleridge (1798) The Rime of the Ancient Mariner
- Piet Visser (1901) De Vliegende Hollander[7]
- Max Stibbe (1919) Vliegende Hollander
- Hendrik Marsman (1923) De Vliegende Hollander (prozagedicht)
- M. Nijhoff (1930) De Vliegende Hollander. Een waterfeestspel
- Mauritz Mok (1941) De vliegende Hollander
- Simon Vestdijk (1941) De Vliegende Hollander (episch gedicht)
- P. Verhoog (1945) De Vliegende Hollander
- P. de Zeeuw (1952) De Vliegende Hollander; oud goud
- Robert Wieland (1960) Het einde van de Vliegende Hollander
- Tom Holt (1991) Vliegend Hollands Schip
- Brian Jacques (2001) Castaways of the Flying Dutchman
- Annejoke Smids (2003) Piratenbloed
- Frank van Pamelen (2018) De Vliegende Hollander (literaire thriller)
- Nils Visser (2022) The Flying Dutchman: Bleak Future (roman)

### Stripverhalen
In stripvorm maakt het legendarische schip ook vaak zijn opwachting, als hoofdrol maar ook als bijrol figurerend.
• One Piece: op weg naar Fishman Island komen de strawhats de Vliegende Hollander tegen.
- In de Schaduw van de Vliegende Hollander, van Graddy Boven, Arne Zuidhoek met illustraties van Jack Staller (2002) ISBN 90-5994-092-X
- Kapitein Rob en de Zwerftocht van de Vliegende Hollander nr 14
- Kappie, een avontuur in China en de Vliegende Hollander
- Oom Dagobert en het goud van de Vliegende Hollander
- Robert en Bertrand en de Vliegende Hollander
- De Vliegende Hollander, het VOC-complot door Marc Verhaegen en Jan Kragt

### Films
- In 1951 verscheen de film Pandora and the Flying Dutchman in de bioscoop met James Mason en Ava Gardner. Mason speelt Hendrik van der Zee, ook wel De Hollander genoemd.
- In 1995 krijgt de stad Terneuzen de première van de Nederlandse film De Vliegende Hollander. Deze film is gedeeltelijk gebaseerd op de sage.
- In de film Villanden (De Wilde Eend), een Noorse film uit 1996, komt de hoofdpersoon in aanraking met De Vliegende Hollander.
- Swept from the Sea, een film uit 1997, is een verhaal van Joseph Conrad uit 1903, eveneens gebaseerd op het verhaal rond De Vliegende Hollander.
- De Vliegende Hollander speelt een belangrijke rol in de avonturenfilm Pirates of the Caribbean: Dead Man's Chest uit 2006, de tweede film in de Pirates of the Caribbean filmserie. In deze film staat het schip onder bevel van Davy Jones. In deze versie van het verhaal bezit De Vliegende Hollander wel een bemanning: zeelui die in ruil voor hun ziel de dood met honderd jaar werken op het schip kunnen tegenhouden.
- In 2007 speelt De Vliegende Hollander voor de tweede keer een rol in de filmserie Pirates of the Caribbean. Dit keer doet hij mee in deel drie, Pirates of the Caribbean: At World's End.
- De Vliegende Hollander is vaak te bewonderen in de tekenfilmserie SpongeBob SquarePants.

### Popmuziek
- De Nederlandse Hardrockband Vanderbuyst heeft zijn derde cd vernoemd naar het fictieve schip van Willem van der Decken, The Flying Dutchman.
- Het album Death Came Through a Phantom Ship van de Nederlandse symfonische black-metalband Carach Angren is gebaseerd op dit verhaal.
- Op Stormwatch, het twaalfde studioalbum van de Britse rockband Jethro Tull, is de track 'The Flying Dutchman' terug te vinden.

### Namen en bijnamen

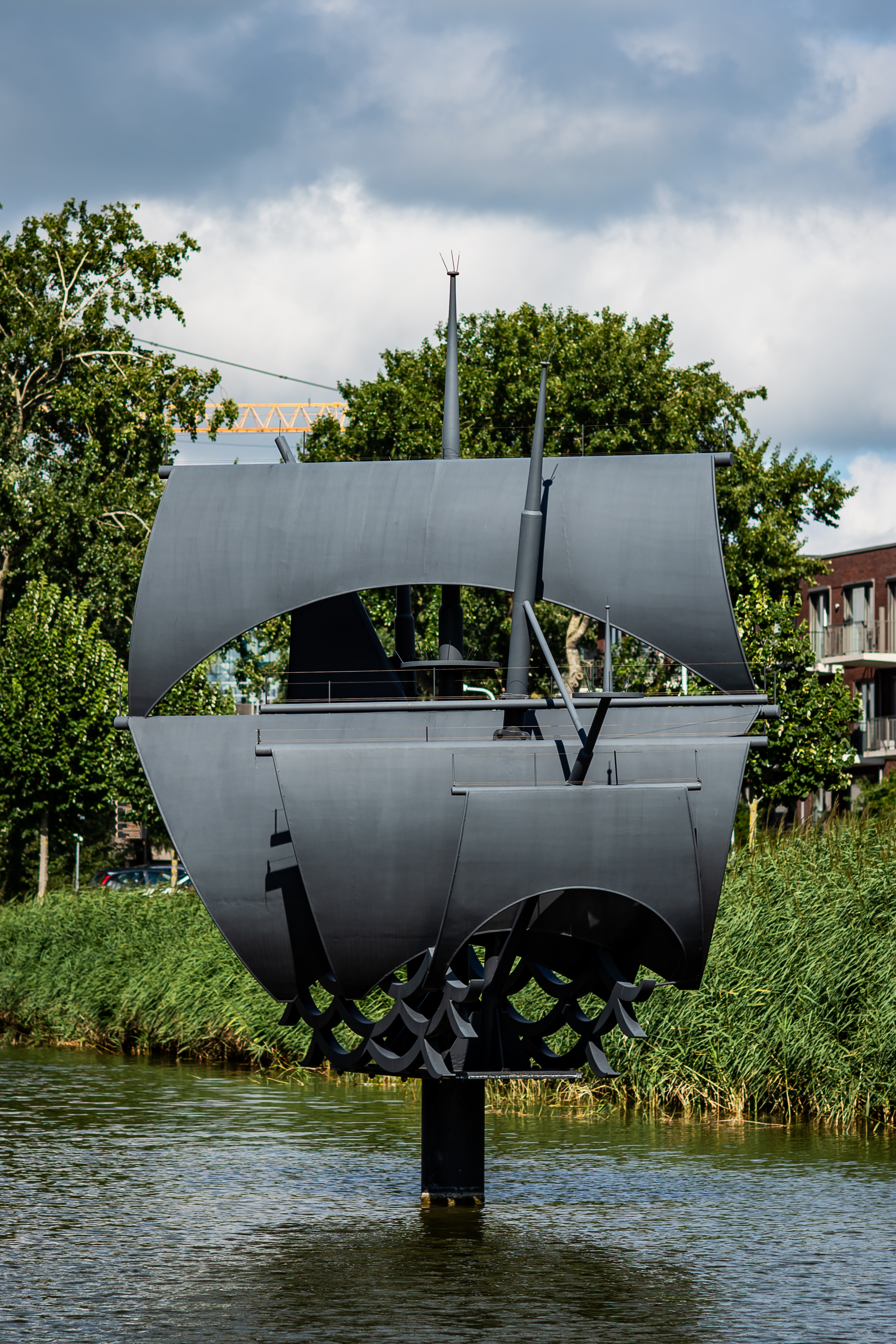
Kunstwerk De vliegende Hollander in Terneuzen

- Er zijn bekende Nederlanders die de bijnaam van Vliegende Hollander kregen toebedeeld, zoals Marcel Lüske, Anthony Fokker, Robin van Persie, Jan Jongbloed, Epke Zonderland en Tom Okker. Dennis Bergkamp werd de Non Flying Dutchman genoemd vanwege zijn vliegangst. In de Britse en Amerikaanse pers werden de leden van de Nederlandse rockband Golden Earring vaak omschreven als 'The Flying Dutchmen' omwille van hun exuberante stage act waarbij drummer Cesar Zuiderwijk sensationeel over zijn drumstel heensprong en gitarist George Kooymans hoge luchtsprongen maakte.
- Darter Roland Scholten draagt ook de bijnaam The Flying Dutchman
- Vliegtuigen van de KLM droegen in de jaren vijftig de naam The Flying Dutchman.

### Diversen
- Het Nederlandse attractiepark de Efteling opende in 2007 de attractie De Vliegende Hollander, een combinatie van een walk-through, een waterachtbaan en een darkride. De attractie ligt in het Ruigrijk.
- In het Amerikaanse Kansas City is in het themapark Worlds of Fun eveneens een attractie gebouwd naar De Vliegende Hollander, evenals in Six Flags over Georgia.
- In de videogames The Curse of Monkey Island, A Billy Bones Tale, Pirates of the Spanish Main, Spongebob and the curse of the Flying Dutchman, Pirates Cove en Seafight komt het schip veelvuldig ter sprake en verschijnt het ten tonele.
- In de Nederlandse stad Terneuzen staat sinds 1972 het kunstwerk De Vliegende Hollander. Het kunstwerk door Piet Griep bevindt zich in de Herengracht.